# María Fernanda Murillo
Pour les articles homonymes, voir Murillo.
Ne doit pas être confondu avec María Lucelly Murillo.
María Fernanda Murillo Duarte (née le 21 janvier 1999) est une athlète colombienne, spécialiste du saut en hauteur.

## Carrière
Elle porte son record à 1,85 m à Concordia en Argentine, le 13 novembre 2016. Elle l'égale en 2017, peu avant de remporter le titre de championne d'Amérique du Sud à Luque (Paraguay). Elle remporte le concours des Jeux sud-américains de 2018 à Cochabamba, avec un saut à 1,90 m, en égalant son record personnel et record sud-américain junior. Elle égale à nouveau son record de 1,90 m pour remporter la médaille de bronze lors des Championnats du monde juniors 2018 à Tampere.
Le 1er mai 2019, à Medellín, Maria Murillo bat le record de Colombie avec une barre à 1,94 m, améliorant d'un centimètre l'ancienne marque détenue depuis 2005 par Caterine Ibargüen.

## Palmarès
| Date | Compétition                              | Lieu         | Résultat | Marque    |
| ---- | ---------------------------------------- | ------------ | -------- | --------- |
| 2016 | Championnats du monde juniors            | Bydgoszcz    | 9e       | 1,83 m    |
| 2016 | Championnats d'Amérique du Sud espoirs   | Lima         | 3e       | 1,76 m    |
| 2017 | Championnats d'Amérique du Sud           | Luque        | 1re      | 1,82 m    |
| 2017 | Championnats panaméricains juniors       | Trujillo     | 1re      | 1,85 m    |
| 2017 | Jeux Bolivariens                         | Santa Marta  | 1re      | 1,78 m    |
| 2018 | Jeux sud-américains                      | Cochabamba   | 1re      | 1,90 m    |
| 2018 | Championnats du monde juniors            | Tampere      | 3e       | 1,90 m    |
| 2018 | Jeux d'Amérique centrale et des Caraïbes | Barranquilla | 3e       | 1,86 m    |
| 2018 | Championnats ibéro-américains            | Trujillo     | 1re      | 1,84 m    |
| 2019 | Championnats d'Amérique du Sud           | Lima         | 1re      | 1,90 m    |
| 2019 | Jeux panaméricains                       | Lima         | 9e       | 1,79 m    |
| 2023 | Championnats d'Amérique du Sud           | São Paulo    | 3e       | 5 229 pts |

## Records
| Épreuve         | Marque      | Lieu     | Date         |
| --------------- | ----------- | -------- | ------------ |
| Saut en hauteur | 1,94 m (NR) | Medellín | 1er mai 2019 |